# مرد تیغه‌ای
مرد تیغه‌ای (انگلیسی: Blade Man، کره‌ای: 아이언맨) یک مجموعه تلویزیونی کره جنوبی با بازی لی دونگ ووک و شین سه-کیونگ است. این سریال از ۱۰ سپتامبر تا ۱۳ نوامبر ۲۰۱۴ از کی‌بی‌اس۲ برای ۱۸ قسمت پخش شد.